# Thrasivoúlos Zaïmis
Pour les articles homonymes, voir Zaimis.
Thrasivoúlos Zaïmis (en grec moderne : Θρασυβούλος Ζαΐμης) est un homme politique grec né le 29 octobre 1822.

## Biographie
Il est le fils d'Andréas Zaïmis et d'Eléni Deliyánnis ; il descend donc de deux familles de notables du Péloponnèse : son cousin Theódoros Deligiánnis est lui-même plusieurs fois premier ministre.
Il étudie le droit en France et est élu député au parlement hellénique en 1850. Il préside le parlement à quatre reprises et est ministre dans différents gouvernements. Il est Premier ministre de Grèce à deux reprises en 1869 et 1871. Thrasivoúlos Zaïmis est le père d'Aléxandros Zaïmis, lui-même Premier ministre de Grèce. Il meurt le 27 octobre 1880.